# Río Marañón
Pour les articles homonymes, voir Marañón.

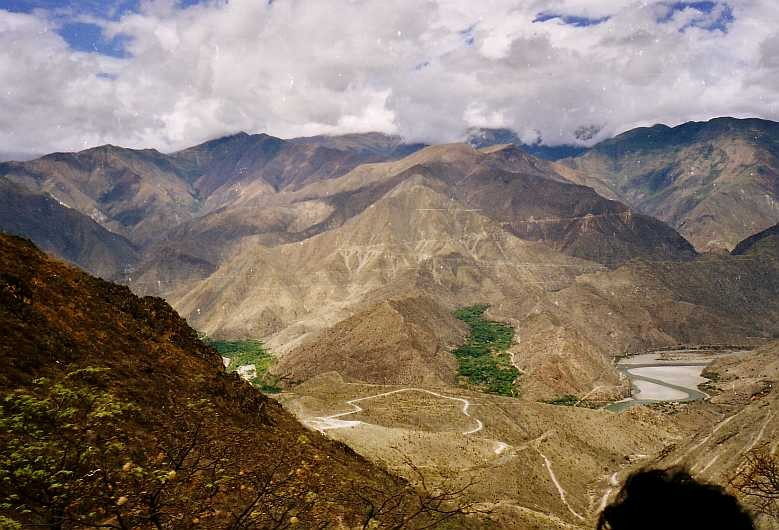
La vallée du río Marañón entre Chachapoyas et Celendín.

Le río Marañón est une rivière du Pérou, qui rejoint le río Ucayali pour former le fleuve Amazone.

## Géographie

### La haute montagne
La rivière naît, à environ 5 800 m d'altitude, du glacier du Nevado de Yapura, dans la cordillère des Andes, à l'est du pays (région du Alto Marañón (es)), à seulement 110 km de l'océan Pacifique.
Un torrent, le Gayco, sort du glacier du Nevado de Yapura au flanc de la cordillère Haura. Ce petit ruisseau qui est une des sources hydrologiques du fleuve Amazone traverse les lagunes Santa Ana et Lauricocha et en sort sous le nom de río Lauricocha (es). Après un parcours de 70 km, la rivière rencontre le río Nupe (es), presque équivalent, et prend en ce lieu le nom de río Marañon. Elle suit ensuite une direction nord-nord ouest, parallèle à la côte Pacifique pendant plus de 600 km. Cette portion montagnarde parcourt une vallée presque rectiligne entre la cordillère Occidentale et la cordillère Orientale. Cette section du bassin versant est relativement étroite, et les précipitations n'y sont pas très abondantes comme pour toute la haute montagne andine. Les débits du Marañon et de ses tributaires y sont donc modérés.
Puis le rio Marañon amorce une longue courbe vers l'est, près de Bagua, en un lieu qui constitue une zone de confluence. Il y reçoit tour à tour le río Chamaya, le río Utcubamba, et le río Chinchipe (en). Ce dernier vient du sud de l'Équateur et coule en sens inverse du sien. Ces trois affluents doublent le volume du Marañon qui demeure encore modeste eu égard aux standards amazoniens.
Dans son virage vers l'est, le rio Marañon traverse pendant 200 km les plis de la cordillère Orientale par une série de grands défilés nommés « pongos », le premier d'entre eux est le Pongo de Rentema. Puis, il reçoit en rive gauche un affluent beaucoup plus abondant que les précédents, le río Santiago, qui vient aussi d'Équateur et qui augmente le volume de ses eaux de plus d'un tiers. Il franchit juste après le plus impressionnant des défilés, le Pongo de Manseriche. Jusqu'à ce point, le Marañon n'est quasiment pas navigable en raison du grand nombre de cascades et rapides qui se succèdent. Par contre, il existe plusieurs projets controversés de barrages visant à produire de l'électricité, mais aussi à permettre l'irrigation de la côte péruvienne proche dont le climat est quasi désertique.

### La plaine
Peu après le Pongo de Manseriche, le Marañon entre avec un débit de 5 000 m3/s dans l'immense plaine qu'il va parcourir sous divers noms jusqu'à l'Atlantique. Il détermine dès ce point l'axe ouest-est du cours principal du système amazonien.
Après l'entrée dans la plaine amazonienne, le fleuve change totalement d'aspect : son lit est beaucoup plus large, encombré d'îles, les rives sont basses, plates, et fréquemment ennoyées. Jusqu'au confluent de l'Ucayali 600 km en aval, il reçoit de grands affluents qui multiplient son débit par quatre, car le piémont et les contreforts andins sont beaucoup plus arrosés que la haute montagne proche. Il reçoit en rive gauche trois affluents qui naissent encore en Équateur : le río Morona (530 km, 1 000 m3/s), le río Pastaza (740 km, 2 800 m3/s), et le Tigre (940 km, très sinueux, 2 700 m3/s). Il reçoit en rive droite le río Samiria (340 km, 640 m3/s), et surtout le río Huallaga (1 060 km, 3 800 m3/s) dont le cours est parallèle au sien.
Cette section du Marañon est navigable jusqu'au Pongo de Manseriche, il en va de même pour la basse vallée des grands affluents, notamment le río Huallaga.

### La naissance de l'Amazone
Après avoir parcouru en tout 1 600 km, il fusionne avec le río Ucayali près de la localité de Nauta, dans la région de Loreto. Ensemble, ils donnent naissance à l'Amazone qui porte ce nom jusqu'à la frontière brésilienne 800 km plus loin. Cette région est une zone de confluence majeure où convergent de puissantes rivières qui drainent le flanc est très arrosé de la Cordillère des Andes sur 3 000 km du Nord au Sud. Ces rivières transportent d'énormes volumes de sédiments arrachés à la haute montagne. Le sol est marécageux et le parcours des rivières incertain. On y observe de nombreux bras morts et même des lits fossiles qui indiquent que les rivières ont changé de parcours à maintes reprises et le feront sans doute encore.
Après la frontière brésilienne et le confluent avec le rio Javari, les brésiliens attribuent au fleuve le nom de rio Solimões, puis à nouveau celui d'Amazone après la grande ville de Manaus, jusqu'à l'océan. Mais il arrive encore que le fleuve soit nommé Marañon en aval du confluent avec le río Ucayali jusqu'à la frontière avec le Brésil.
Par rapport au río Ucayali qui constitue de loin la branche la plus longue du système amazonien, le Marañon en constitue la branche mère par son débit et la surface de son bassin. Par ailleurs, il détermine la direction générale du fleuve Amazone, de sorte que, au confluent de ces deux énormes rivières, chacune plus puissante que le fleuve Saint-Laurent, il apparaît que c'est bien le río Ucayali qui « se jette » dans le Marañon-Amazone, et non l'inverse.

## Affluents

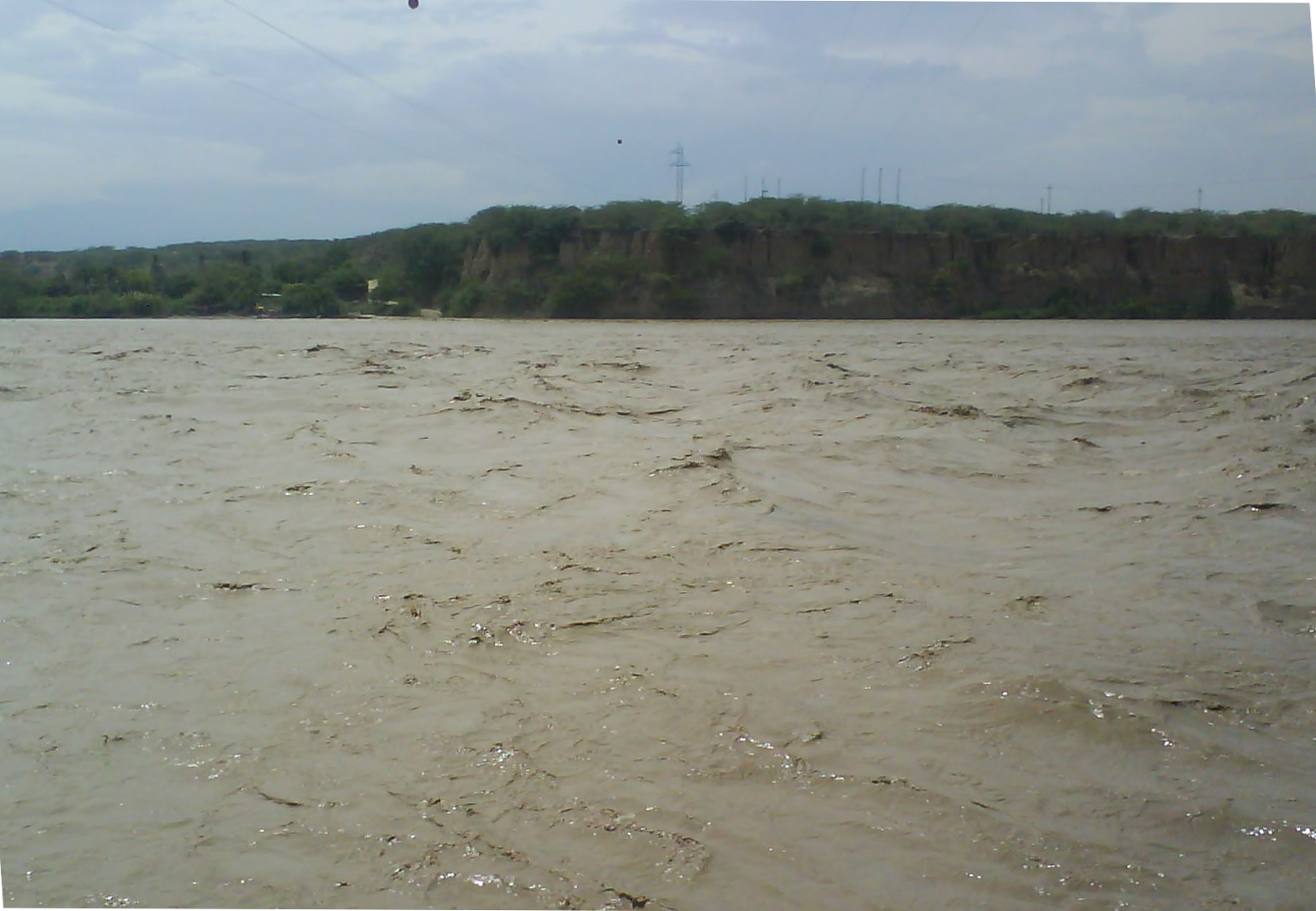
Le Marañón à la hauteur de Bellavista de Jaén.

- río Cenepa (190 km, 9 800 km2, 310 m3/s)
- río Chamaya (220 km, 8 400 km2, 115 m3/s)
- río Chambira (290 km, 8 350 km2, 400 m3/s)
- río Chinchipe (190 km, 10 900 km2, 250 m3/s)
- río Huallaga (1 060 km, 97 340 km2, 3 800 m3/s)
- río Morona (530 km, 16 080 km2, 1 000 m3/s)
- río Nucuray (220 km, 4 200 km2, 150 m3/s)
- río Pastaza (740 km, 41 000 km2, 2 800 m3/s)
- río Samiria (350 km, 17 360 km2, 640 m3/s)
- río Santiago (500 km, 33 640 km2, 1 700 m3/s)
- río Tigre (940 km, 54 220 km2, 2 700 m3/s)
- río Urituyacu (220 km, 3 800 km2, 140 m3/s)
- río Utcubamba (190 km, 7 500 km2, 120 m3/s)

(Sources ONERN et Hydro Peru)